# Праджапаті
Праджапаті (санскр. प्रजापति, prajā-pati IAST, букв. «Владика створінь») та Праджапіта - божество в індуїзмі. У Ведах - Праджапаті це божество, пов'язане з дітонародженням, із зачаттям, це бог, що породив світ від свого насіння. У гімні «невідомому богу» говориться, що Праджапаті був народжений із золотого зародка (Хіраньягарбха, див. Світове Яйце), став «владикою творіння», підтримав землю і небо, зміцнив сонце, виміряв простір, дав життя і силу; Праджапаті панує над двоногими і чотириногими, його руки - сторони світу. У Брахманам Праджапаті описується як батько всіх богів, що породив Всесвіт духовним зусиллям і за допомогою жертвопринесення. В Упанішадах Праджапаті набуває рис безособового Абсолюту, Брахмани. 
У Пуранах і індуїстському епосі Праджапаті ототожнюється з Брахмою. 
У Вішну-Сахасранамі - це одне з імен Вішну - Господь потомства, Господь всіх живих істот.
Праджапаті - це також прізвисько Соми,Савітара і Каш'япи.

## Буддизм
В буддизмі Праджапаті або Махапраджапаті - сестра матері Будди, його годувальниця і мачуха після смерті матері, і перша буддійська черниця (жінка, що увійшла в сангху).